# Greenhorn (California)
Greenhorn es un lugar designado por el censo en el condado de Plumas en el estado estadounidense de California. En el año 2000 tenía una población de 146 habitantes y una densidad poblacional de 8 personas por km².

## Geografía
Greenhorn se encuentra ubicado en las coordenadas 39°54′21″N 120°44′55″O / 39.90583, -120.74861. Según la Oficina del Censo, la ciudad tiene un área total de 17,4 km² (6,7 mi²), de la cual 17,4 km² (6,7 mi²) es tierra y 0 km² (0 mi²) (0%) es agua.

## Demografía
Según la Oficina del Censo en 2000 los ingresos medios por hogar en la localidad eran de $151,513, y los ingresos medios por familia eran $151,053. Los hombres tenían unos ingresos medios de $136,250 frente a los $14,625 para las mujeres. La renta per cápita para la localidad era de $21,525. Alrededor del 0% de la población estaban por debajo del umbral de pobreza.